# Комунальний заклад «Копайгородський ліцей»
Копайгородський ліцей — загальноосвітня школа, що знаходиться в селищі міського типу Копайгород Барського району Вінницької області.
Перший випуск 10-го класу відбувся в 1937 році.
З 76 випусків школу закінчили 4707 учнів. З них — із золотою медаллю закінчили 235 учнів, зі срібною — 77, призерами обласних олімпіад стали 46 учнів.
На сьогодні у школі навчається 305 учнів.
Чинний директор — Науменко Володимир Віталійович (Член Асоціації директорів шкіл Вінницької області, учитель історії, учитель вищої кваліфікаційної категорії, учитель-методист, відмінник освіти України.)
Заступник директора з навчально-виховної роботи — Козак Галина Петрівна. Учитель початкових класів, вчитель вищої кваліфікаційної категорії, «Учитель-методист».
Заступник директора з виховної роботи — Кицюк Наталія Володимирівна. Учитель української мови та літератури, вчитель вищої кваліфікаційної категорії.
Загальна кількість педагогів — 37.
Школа має 2 профілі — технологічний та біотехнологічний.
- У 2002 році старшокласники вперше сіли за комп'ютери в спеціально обладнаному комп'ютерному класі.
- У 2005 році було відкрито новий комп'ютерний клас, який під'єднали до мережі Інтернет.
- У 2007 році відповідно до Державної програми «Шкільний автобус» школі виділено автобус на 20 сидячих місць, а наступного року його замінено на комфортний автобус марки «Богдан» на 26 сидячих місць. У грудні 2011 року за програмою «Шкільний автобус» школа отримала ще один — «Еталон». А 1 вересня 2016 року новий третій шкільний автобус АФ-Р «Мрія».
- У 2008 році також згідно Державної програми школа одержала інтерактивний комплекс кабінету математики (мультимедійна дошка, проектор та персональний комп'ютер). Учителька Науменко Л. В. ефективно використовує сучасне обладнання на уроках математики.
- У школі є 3 інтерактивні дошки, 4 мультимедійні проектори, 22 комп'ютери.
- У 2009—2010 н.р. школа виборола грант на суму 20 000 грн. в конкурсі проектів у рамках реалізації Обласної програми розвитку інформаційних, телекомунікаційних та інноваційних технологій в закладах освіти.
- У 2014 році в школі замінено теплотрасу на нову, повністю реорганізовано котельню, встановлено два нових котли.
- У 2016 році школа брала  участь у 13-му обласному конкурсі проектів розвитку територіальних громад Вінниччини. І виграла у проекті «Світлі вікна — тепла зала, і прийде спортивна слава» (заміна вікон та дверей в спортивній залі на енергозберігаючі).

Дирекція школи, педагогічний колектив постійно дбають про поліпшення навчально-виховного процесу, вдосконалення своєї педагогічної майстерності, вирішення нагальних шкільних проблем. Протягом останнього часу школу пофарбовано, здійснено благоустрій прилеглих територій, реконструйовано квітники, насаджено нові дерева. Випускники 2013—2015 років висадили алею кущів калини та плодові дерева.
Учні мають змогу користуватися бібліотекою з просторим читальним залом, весь фонд якої становить близько 28 000 примірників, в тому числі понад 15 000 підручників, сучасним спортивним та актовим залами, їдальнею. У школі є 3 інтерактивні дошки, 4 мультимедійні проектори, 22 комп'ютери.
Створено зручності для дітей: облаштовано дві внутрішні вбиральні, розпочата робота по заміні вікон на енергозберігаючі, проводяться поточні ремонти, в багатьох класах — євроремонти, здійснюється переоформлення стендів школи.